# Intimate and Live (DVD)
Intimate and Live es un lanzamiento en DVD de la gira Intimate and Live Tour de Kylie Minogue. Fue filmado en Sídney, Australia el 1 de julio de 1998 y publicado el 23 de julio de 2002.

## Lista de canciones
DVD
1. "Too Far"
2. "What Do I Have to Do?"
3. "Some Kind of Bliss"
4. "Put Yourself in my Place"
5. "Breathe"
6. "Take Me with You"
7. "I Should Be So Lucky"
8. "Dancing Queen"
9. "Dangerous Game"
10. "Cowboy Style"
11. "Step Back In Time"
12. "Say Hey"
13. "Free"
14. "Drunk"
15. "Did It Again"
16. "Limbo"
17. "Shocked"
18. "Confide in Me"
19. "The Loco-Motion"
20. "Should I Stay or Should I Go"
21. "Better the Devil You Know"